# Părău
Părău là một xã thuộc hạt Brașov, România. Dân số thời điểm năm 2002 là 2148 người.